# Граф на Фландрия
Графовете на Фландрия са владетели на графството Фландрия от 9 до 18 век. През Средновековието васално на кралете на Франция, в средата на 16 век графството е обединено с останалите провинции на Нидерландия в лична уния под управлението на Хабсбургите. Премахнато е през 1795 година, когато е анексирано от Франция по време на Революционните войни.
След създаването на Белгия през 19 век титлата граф на Фландрия е използвана като династична от членове на белгийското кралско семейство.